# Мальчик-с-пальчик (мультфильм, 1938)
«Мальчик-с-пальчик» — советский мультипликационный фильм по мотивам одноимённой сказки Шарля Перро.

## Сюжет
Дровосек с женой и пятью сыновьями отправляются в лес. Сыновей было вот столько: три старших и два младших. Пока родители и старшие братья заняты заготовкой дров, двое младших идут собирать грибы, которые, убегая, приводят детей к своему предводителю, предлагающему вместо грибов набрать орехов. Заблудившись в лесу из-за начавшейся грозы, дети находят чей-то дом и просятся на ночлег. Женщина, открывшая дверь, предупреждает их, что в доме живёт людоед, но, в страхе быть съеденными дикими зверями, братья остаются. Явившийся вскоре хозяин желает поужинать и достаёт волшебную сумку, дающую ему пищу, но, почуяв в доме людей, находит спрятавшихся под кровать мальчиков. Оставив детей, посаженных в короб, «на завтрак», людоед засыпает. Младший из братьев, выбравшись через щель, снимает с пояса злодея ключ и выпускает братьев. Забрав волшебную сумку, они бегут из дома. Проснувшись, людоед обнаруживает пропажу, надевает сапоги-скороходы, пускается в погоню и настигает младшего брата, но тот так мал, что предводитель грибов скрывает его под шляпкой мухомора. Утомлённый напрасной погоней, людоед засыпает. Воспользовавшись этим, Мальчик-с-пальчик снимает с него сапоги-скороходы и с волшебной сумкой возвращается домой — к радости своих братьев и родителей.

## Создатели
- Автор сценария и режиссёр: Ольга Ходатаева
- Ассистент: П. Носов
- Технический ассистент: Е. Новосельская
- Художник: Пётр Носов
- Художники-Мультипликаторы: Галина Фролова, Борис Петин, Анна Щекалина, Татьяна Пузырёва, Лидия Резцова, Валентин Макеев
- Звукооператор: С. Ренский
- Операторы: Д. Каретный, П. Лебедева (съёмка)
- Композитор: Александр Крейн

## Технические данные
- чёрно-белый, звуковой